# 大北はるか
大北 はるか（おおきた はるか）は、日本の脚本家。早稲田大学商学部卒業。主にフジテレビ制作のドラマの脚本を担当する。

## 経歴・人物
ドラマデザイン社内のSCENARIOINCUBATION（シナリオインキュベーション）20期生。また、日本脚本家連盟スクール研修科93期生でもある。中学生の頃、『世界の中心で、愛をさけぶ』を見たことでドラマの世界に興味を持ち、大学在学中にシナリオの書き方に関する講義を受けたことで、脚本家を志すようになった。2014年、第4回TBS連ドラ・シナリオ大賞において、『爆弾を訊ねて』で入選。
2015年、『テディ・ゴー!』で地上波放送のテレビドラマ脚本家デビューを果たす。正確な生年月日は公表されていないが、2015年時点で20代半ばであった。

## 作品

### テレビドラマ
- ナポレオンの村（2015年7月 - 9月、TBS）第3話 - 最終話（リサーチ）
- テディ・ゴー!（2015年10月、フジテレビ）第1・3・最終話・2話（脚本協力）
- このミステリーがすごい! ベストセラー作家からの挑戦状 「ポセイドンの罰」（2015年11月30日、TBS）
- 好きな人がいること（2016年7月 - 9月、フジテレビ）第7・9話
- バスケも恋も、していたい（2016年9月19日- 21日、フジテレビ）脚本協力
- 帝一の國〜学生街の喫茶店〜（2017年4月、フジテレビ）
- 刑事ゆがみ（2017年10月 - 12月、フジテレビ）第2・8話（倉光泰子との共同脚本）・3・6話、1話（脚本協力）
- グッド・ドクター（2018年7月 - 9月、フジテレビ）第3話・第5話・第6話・第8話・第9話
- ラジエーションハウス〜放射線科の診断レポート〜（2019年4月 - 6月、フジテレビ）第1話 - 第3話・第6話・第8話・第10話・特別編〜旅立ち〜
  - ラジエーションハウスII〜放射線科の診断レポート〜（2021年10月 - 12月）第1話 - 第5話・第7話 - 最終話・特別編
- 鈍色の箱の中で（2020年2月 - 3月、テレビ朝日）
- ナイト・ドクター（2021年6月 - 9月、フジテレビ）
- 警視庁ひきこもり係（2021年8月5日、テレビ朝日）
- 管理官キング（2022年1月6日、テレビ朝日）
- ユニコーンに乗って（2022年7月 - 9月、TBS）
- 女神の教室〜リーガル青春白書〜（2023年1月 - 3月、フジテレビ）
- ペルソナの密告 3つの顔をもつ容疑者（2023年3月24日、テレビ東京）
- ジャンヌの裁き（2024年1月 - 3月、テレビ東京）第4話
- 恋愛戦略会議（2024年3月13日 - 3月16日、フジテレビ）
- 大奥（2024年1月 - 3月、フジテレビ）
- 東京タワー（2024年4月 - 6月、テレビ朝日）
- 御曹司に恋はムズすぎる（2025年1月 - 3月、関西テレビ・フジテレビ）
- 明日はもっと、いい日になる（2025年7月 - 9月、フジテレビ）第1話 - 第2話

### 映画
- 午前0時、キスしに来てよ（2019年12月6日公開、松竹）[4]
- 劇場版ラジエーションハウス（2022年4月29日公開、東宝）[5]
- なのに、千輝くんが甘すぎる。（2023年3月3日公開、松竹）
- 恋を知らない僕たちは（2024年8月23日、松竹）

### ネット配信ドラマ
- 好きな人がいること in 台湾（2016年11月16日、FOD）
- スマドラ「彼方からのエール」（2016年12月3日、FOD）
- 僕だけが17歳の世界で（2020年2月 - 4月、AbemaTV）第6話

### 著書
- 公式シナリオブック 好きな人がいること（2016年9月、LINE）桑村さや香との共著
- 刑事ゆがみ（2017年11月、小学館文庫）脚本表記

## 受賞
- 第4回TBS連ドラ・シナリオ大賞 入選